# The Studio
The Studio (bra: O Estúdio) é uma série de televisão norte-americana de comédia satírica do tipo cringe comedy, criada por Seth Rogen, Evan Goldberg, Peter Huyck, Alex Gregory e Frida Perez. A série é estrelada por Rogen como um chefe de estúdio de Hollywood em apuros, que se esforça para equilibrar as exigências corporativas com sua paixão por produzir filmes de qualidade. Catherine O'Hara, Ike Barinholtz, Chase Sui Wonders e Kathryn Hahn interpretam papéis de apoio. A série foi lançada na Apple TV+ com os dois primeiros episódios em 26 de março de 2025 e já foi renovada para uma segunda temporada.
A série recebeu aclamação da crítica por sua direção, cinematografia, humor e sátira da indústria cinematográfica. Ela se destacou pelo uso extensivo de planos-sequência, bem como por apresentar participações especiais de celebridades de alto perfil em todos os episódios.

## Premissa
Matt Remick é o recém-nomeado chefe da cambaleante produtora de filmes Continental Studios. Um autodeclarado cinéfilo, Matt se esforça para equilibrar os objetivos corporativos da Continental, em um cenário de entretenimento cada vez mais impulsionado por propriedades intelectuais, com sua própria ambição de produzir filmes de qualidade.

## Elenco

### Principal
- Seth Rogen como Matthew "Matt" Remick, o novo chefe dos Estúdios Continental que tenta equilibrar seu desejo de fazer bons filmes com as demandas da indústria.
- Catherine O'Hara como Patty Leigh, a ex-chefe do estúdio e mentora de Matt.
- Ike Barinholtz como Sal Seperstein, um executivo da Continental e amigo próximo de Matt.
- Chase Sui Wonders como Quinn Hackett, assistente de Matt.
- Kathryn Hahn como Maya,[5] chefe de marketing da Continental.

### Participações Especiais
- Bryan Cranston como Griffin Mill.
- David Krumholtz como Mitch Weitz.
- Keyla Monterroso Mejia como Petra.
- Dewayne Perkins como Tyler.
- Peter Berg como ele mesmo.
- Paul Dano como ele mesmo.
- Martin Scorsese como ele mesmo.
- Nicholas Stoller como ele mesmo.
- Charlize Theron como ela mesma.
- Greta Lee como ela mesma.
- Sarah Polley como ela mesma.
- Rebecca Hall.
- Zac Efron como ele mesmo.
- Zack Snyder.
- Ron Howard como ele mesmo.
- Zoë Kravitz como ela mesma.
- Ramy Youssef como ele mesmo.
- Anthony Mackie como ele mesmo.
- Steve Buscemi como ele mesmo.
- Olivia Wilde como ela mesma.
- Adam Scott como ele mesmo.
- Johnny Knoxville como ele mesmo / Ator em Duhpocalypse.
- Josh Hutcherson como ele mesmo / Ator em Duhpocalypse.
- Matthew Belloni como ele mesmo.
- Ted Sarandos como ele mesmo.[6]
- Thomas Barbusca como Doug, o assistente de produção (PA).

## Episódios
| N.º | Título original (Título no Brasil) (Título em Portugal)   | Dirigido por               | Escrito por                                                           | Exibição original   |
| --- | --------------------------------------------------------- | -------------------------- | --------------------------------------------------------------------- | ------------------- |
| 1 | "The Promotion" "A promoção"                              | Seth Rogen & Evan Goldberg | Seth Rogen & Evan Goldberg & Peter Huyck & Alex Gregory & Frida Perez | 26 de março de 2025 |
| Matt Remick é um executivo dos Estúdios Continental que ainda acredita na integridade artística em uma indústria cada vez mais superficial e dominada por propriedades intelectuais. Após a demissão de sua mentora, Patty Leigh, antiga chefe do estúdio, a pedido do novo CEO Griffin Mill, Matt finalmente recebe a tão esperada promoção para o cargo de chefe do estúdio. Griffin lhe oferece o cargo com a condição de aprovar a produção de um filme baseado no Kool-Aid Man, e, a contragosto, Matt aceita. Na tentativa de dar um toque artístico ao projeto, Matt busca um diretor competente, mas a melhor opção disponível é Nicholas Stoller. Após ouvir a proposta de Stoller, ele decide contratá-lo. Em uma conversa com Martin Scorsese, Matt descobre que o cineasta escreveu um roteiro sobre o massacre de Jonestown. Vendo uma oportunidade ousada, ele compra o roteiro por dez milhões de dólares, com a intenção de transformar a história no tão solicitado "filme do Kool-Aid". Contudo, a ideia de Matt enfrenta forte resistência do executivo Sal Saperstein e da chefe de marketing Maya, que consideram o projeto inviável comercialmente. Após uma reunião com Griffin, Matt decide abandonar o plano original e seguir com a proposta de Stoller, justificando a compra do roteiro de Scorsese como uma estratégia para "enterrar" o projeto. Para convencer Stoller a voltar ao projeto, Matt visita Patty, que aceita ajudar em troca de um acordo lucrativo para produzir seus próprios filmes. Quando Matt expressa seu receio de estar prejudicando a arte cinematográfica, Patty o tranquiliza, dizendo que ele será capaz de enfrentar os desafios, afinal, teve a melhor professora possível. Durante uma festa organizada por Charlize Theron, Matt e Sal são forçados a contar a Scorsese que seu projeto, planejado como seu filme de despedida, nunca será realizado. Devastado, Scorsese chama Matt de um executivo covarde e enganador, desabando em lágrimas no meio da festa. Após saírem apressadamente, Matt e Sal vão até a casa de Matt e, em silêncio, assistem a Goodfellas. |                                                           |                            |                                                                       |                     |
| 2 | "The Oner" "Plano-sequência" "Plano contínuo"             | Seth Rogen & Evan Goldberg | Peter Huyck                                                           | 26 de março de 2025 |
| Matt, acompanhado por Sal, vai até o set de filmagem de um drama romântico dirigido por Sarah Polley e estrelado por Greta Lee, na esperança de assistir à gravação de um plano-sequência ao pôr do sol, que só pode ser filmado naquele dia devido a restrições de tempo. Ambos os cineastas querem algo de Matt: Polley precisa de dinheiro para conseguir os direitos de "You Can't Always Get What You Want" para a cena, enquanto Lee deseja usar um dos jatos particulares do estúdio durante a turnê de imprensa. Patty e Sal tentam tirar Matt do set, temendo que ele atrapalhe o elenco e a equipe. Polley, querendo agradá-lo, aceita uma de suas sugestões para a cena, o que faz com que a equipe perca um tempo valioso e estrague a primeira tomada. Matt continua prejudicando outras gravações ao falar alto demais no monitor de vídeo, aparecer acidentalmente na câmera e se machucar ao bater a cabeça em uma mesa. Uma tomada aparentemente perfeita é arruinada no final quando Lee não consegue sair da locação porque o carro de Matt está estacionado em frente à saída. Irritada, Polley o expulsa do set. Matt e Sal vão embora ao anoitecer, e Sal recebe uma mensagem informando que a equipe não conseguiu fazer a gravação. |                                                           |                            |                                                                       |                     |
| 3 | "The Note" "A observação" "A anotação"                    | Seth Rogen & Evan Goldberg | Alex Gregory                                                          | 2 de abril de 2025  |
| A empolgação da equipe ao assistir a uma prévia do novo filme de Ron Howard, Alphabet City, rapidamente se transforma em frustração devido a uma sequência final arrastada em um motel, que todos concordam que deveria ser cortada. A chegada antecipada de Howard ao estúdio para a reunião de marketing do filme naquela tarde cria a oportunidade perfeita para Matt dar esse feedback. No entanto, ele reluta em fazê-lo devido a um trauma do início de sua carreira, quando sugeriu mudanças em uma exibição de Uma Mente Brilhante e acabou sendo ridicularizado por Howard. A situação se complica ainda mais quando Patty revela que a sequência do motel é uma homenagem ao falecido primo de Howard. Quinn, Sal e, posteriormente, Anthony Mackie – astro e produtor do filme – falham em transmitir a sugestão ao diretor. Quando a equipe cogita desistir da ideia, Maya os lembra de que manter o filme com essa duração reduzirá o número de exibições diárias nos cinemas, afetando potencialmente a receita do estúdio. Durante a reunião de marketing, Maya menciona que Matt tem algumas considerações sobre o filme, o que leva Howard a relembrar, em tom de provocação, a história de Uma Mente Brilhante. Humilhado, Matt perde a paciência e critica diretamente a sequência do motel, chamando-a de tediosa. Howard reage de forma agressiva, e os dois acabam discutindo. Mais tarde, naquela noite, Matt recebe um telefonema do diretor, que pede desculpas por tê-lo ridicularizado e admite que a cena realmente não era necessária – mas avisa que, se Matt o desafiar novamente, ele fará de tudo para destruí-lo. |                                                           |                            |                                                                       |                     |
| 4 | "The Missing Reel" "O rolo desaparecido" "O rolo perdido" | Seth Rogen & Evan Goldberg | Peter Huyck                                                           | 9 de abril de 2025  |
| 5 | "The War" "A Guerra"                                      | Seth Rogen & Evan Goldberg | Frida Perez                                                           | 16 de abril de 2025 |
| 6 | "The Pedriatric Oncologist" "A oncologista pediátrica"    | Seth Rogen & Evan Goldberg | Alex Gregory                                                          | 23 de abril de 2025 |
| 7 | ASA (em inglês: Casting)                                  | Seth Rogen & Evan Goldberg | Alex Gregory                                                          | 30 de abril de 2025 |
| 8 | ASA (em inglês: The Golden Globes)                        | Seth Rogen & Evan Goldberg | Peter Huyck                                                           | 7 de maio de 2025   |
| 9 | ASA (em inglês: CinemaCon)                                | Seth Rogen & Evan Goldberg | Alex Gregory                                                          | 14 de maio de 2025  |
| 10 | ASA (em inglês: The Presentation)                         | Seth Rogen & Evan Goldberg | Seth Rogen & Evan Goldberg & Peter Huyck & Alex Gregory & Frida Perez | 21 de maio de 2025  |

## Produção

### Desenvolvimento
Em 14 de novembro de 2022, foi anunciado que a Apple TV+ havia adquirido e encomendado diretamente uma série de comédia ambientada na indústria do entretenimento, estrelada por Seth Rogen.
Em 25 de março de 2024, a série recebeu o nome The Studio e foi confirmado que Rogen cocriou o projeto ao lado de Evan Goldberg, Frida Perez, Peter Huyck e Alex Gregory. Além de atuar, Rogen e Goldberg também assinarão o roteiro e dirigirão a série. As filmagens começaram em março de 2024.
A produção executiva ficará a cargo de Seth Rogen, Evan Goldberg e James Weaver, representando a Point Grey Pictures, junto com Frida Perez, Peter Huyck, Alex Gregory, Alex McAtee e Josh Fagen. As empresas responsáveis pela produção são a Point Grey Pictures e a Lionsgate Television.

### Elenco
No anúncio inicial da série, em 14 de novembro de 2022, foi confirmado que Seth Rogen seria o protagonista.
Em 25 de março de 2024, foi revelado que Catherine O'Hara, Kathryn Hahn, Ike Barinholtz e Chase Sui Wonders se juntariam ao elenco principal. Também foi anunciado que Bryan Cranston, Keyla Monterroso Mejia e Dewayne Perkins fariam participações especiais na série.

## Divulgação
O primeiro teaser trailer da série foi lançado em 19 de novembro de 2024, junto com pôsteres promocionais. Durante o Super Bowl de 2025, foi exibido um trailer de Duhpocalypse, uma prévia falsa de um filme da Continental Studios, com personagens discutindo sobre sua campanha de marketing. O trailer oficial foi divulgado pela Apple TV+ em 7 de março de 2025.

## Lançamento
A série teve sua estreia no SXSW em 7 de março de 2025 e foi lançada na Apple TV+ com seus dois primeiros episódios em 26 de março de 2025.